# Ernest Vincent Wright
Ernest Vincent Wright (1872 – 7 ottobre 1939) è stato uno scrittore statunitense, conosciuto per aver scritto Gadsby, un romanzo di 50'000 parole non contenente la lettera "e".

## Biografia
I dettagli sulla sua biografia non sono molto chiari. Un articolo del 2002 nel settimanale Village Voice scritto da Ed Park riportava che il suo stato natio potrebbe essere stato o l'Inghilterra o l'America, anche se quest'ultima è molto più probabile. Ed Park ha inoltre scritto nel suo articolo che le voci riguardanti il decesso di Wright poche ore dopo la pubblicazione non sono vere.
Nell'ottobre del 1930, Wright propose al quotidiano Evening Independent di sponsorizzare una competizione di scrittura in lipogramma, con in palio 250 dollari. Nella lettera, lo scrittore si vantava della qualità della sua opera Gadsby, motivo per cui il quotidiano rifiutò la sua offerta.
Wright completò una bozza di Gadsby nel 1936, ma non riuscendo a trovare nessun editore, decise di autoeditare il libro.